# Транг Ан
Транг Ан је спектакуларан предео кречњачких крашких врхова прожетих долинама, од којих су неки потопљени, а неки окружен стрмим, готово вертикалним стенама, на јужној обали делте Црвене реке у вијетнамској покрајини Њин Бињ. Истраживања неких од највиших пећина које се нижу овим пределом открила су археолошке трагове људске делатности које датирају пре готово 30.000 година. Они доказују како су ове планине ловци-сакупљачи насељавали и како су се прилагодили климатским и еколошким променама. Транг Ан је 2014. године уписан на УНЕСКО-в Списак места Светске баштине у Азији и Аустралазији као сликовито место које такође укључује и Хоа Лу, стару престоницу Вијетнама у 10. и 11. веку, као и храмове, пагоде, поља макова, и села и света места.
У касном 10. веку, Хоа Лу је био главни град, као и економско, политичко и културно средиште Đại Cồ Việt (Даи Виет), независне вијетнамске државе коју је 968. год. утемељио локални војсковођа Ђин Бо Лин (постхумно познат као Ђин Тјен Хоàнг или „Први Дин цар”), након година грађанског рата и рата за независност од кинеске Јужне Хан династије. Хоа Лу покрива подручје од 300 ха (3 км²), укључујући унутрашње и спољне градске зидине, одбрамбене земљане насипе, палате, храмове и светилишта, све окружено и заштићено планинама кречњака.
Бај Ђин храм и културни комплекс (вијетнамски језик: Chùa Bái Đính) је комплекс будистичких храмова на планини Бај Ђин у Дијен Бијен дистрикту који се састоји од изворног старог храма и новоотвореног већег храма. Сматра се за највећи комплекс будистичких храмова у Вијетнаму и постао је популарно место за будистичка ходочашћа из целе земље. Изворна Бај Ђин пагода се налази у подножју, неких 800 метара од новог храма. Растући низ од преко 300 камених стуба води испод украсних врата до улаза. Сам храм се налази у низу мањих пећина на планини.
Там Кок („Три пећине”) је тросатни излет бродићем уз реку Нго Ђонг, с почетком у селу Ван Лам, кроз сликовит предео којим доминирају поља пиринча и крашки торњеви. Рута укључује пловидбу кроз три природне пећине (Ханг Ка, Ханг Хај и Ханг Ба), од којих је највећа дуга 125 м са таваницом од око 2 м изнад воде. Бродовима обично управљају једна или две локалне жене које такође продају везене ручне радове.
Бик Ђонг је пагода на оближњој планини Нгу Њак из 1428. год. која обухвата три објекта: пагоде Хạ, Трунг и Тјонг, тим редоследом.
- Кречњачка стена код Хоа Луа
- Донгамтиен
- Храм Кодохоалу
- Храм Бај Ђин
- Хạ Пагода